# بخش کوهمره
بخش کوهمره، یکی از بخش‌های شهرستان کوه‌چنار در استان فارس ایران است. مرکز این بخش، شهر نودان است.

## تقسیمات کشوری
- بخش کوهمره
  - دهستان کوهمره
  - دهستان ابوالحیات

شهر: نودان

## جمعیت
بر پایه سرشماری عمومی نفوس و مسکن در سال ۱۳۹۵، جمعیت بخش کوهمره برابر با ۱۶٬۸۱۶ نفر بوده است.